# Yūki Honda
Yūki Honda (japanisch 本多 勇喜 Honda Yūki; * 2. Januar 1991 in Ichinomiya) ist ein japanischer Fußballspieler.

## Karriere
Honda erlernte das Fußballspielen in der Jugendmannschaft von Nagoya Grampus und der Universitätsmannschaft der Hannan-Universität. Seinen ersten Vertrag unterschrieb er 2013 bei Nagoya Grampus. Der Verein spielte in der höchsten Liga des Landes, der J1 League. Für Nagoya absolvierte er 67 Erstligaspiele. 2016 wechselte er zum Zweitligisten Kyoto Sanga FC. Mit dem Verein aus Kyōto feierte er Ende 2021 die Vizemeisterschaft und den Aufstieg in die erste Liga. Nach über 200 Ligaspielen für Kyōto wechselte er im Januar 2023 zum Ligakonkurrenten Vissel Kōbe. Am Ende der Saison 2023 feierte er mit dem Verein aus Kōbe die japanische Meisterschaft. Am 24. November 2024 stand er mit Vissel Kōbe im Endspiel des Kaiserpokals. Gegen Gamba Osaka gewann man durch das Tor von Taisei Miyashiro mit 1:0. Am Ende der Saison 2024 feierte er mit Vissel zum zweiten Mal die japanische Meisterschaft.

## Erfolge
Kyoto Sanga FC
- Japanischer Zweitligavizemeister: 2021  ▲

Vissel Kōbe
- Japanischer Meister: 2023, 2024
- Japanischer Pokalsieger: 2024